# Joensuu

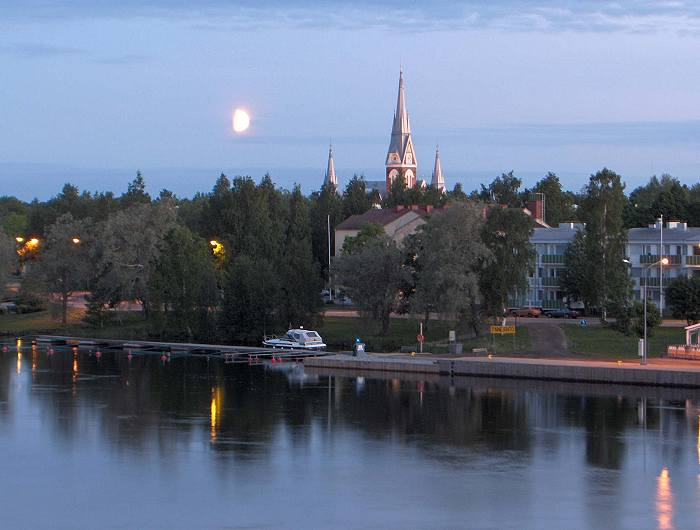
Cảnh quan thành phố Joensuu.

Joensuu (nghĩa là "cửa sông") là một thành phố và khu đô thị tự quản ở Bắc Karelia ở tỉnh Đông Phần Lan. Nó được thành lập vào năm 1848. Dân số của Joensuu là 75.086 người (30 tháng 11 năm 2014), dù các khu vực kinh tế của Joensuu có dân số 115.000 người. 
Joensuu là một thành phố sinh viên sôi nổi với hơn 15.000 sinh viên theo học tại trường Đại học Đông Phần Lan và hơn 4.000 sinh viên theo học tại Đại học Bắc Karelia khoa học ứng dụng. 
Thành phố có sân bay Joensuu.